# 小行星2198
小行星2198（2198 Ceplecha）是一颗绕太阳运转的小行星，为主小行星带小行星。该小行星于1975年11月7日发现。
該小行星以捷克天文學家茲德涅克·塞普勒查（Zdeněk Ceplecha）命名。

## 轨道参数
小行星2198的轨道半长轴为2.5936370 UA，离心率为0.198。